# Салах-эд-Дин (город)
Сала́х-эд-Дин (араб. صلاح الدين‎) — город на севере Ирака, расположенный на территории мухафазы Эрбиль (автономия Иракский Курдистан). Центр курортного и туристического отдыха.

## Географическое положение
Город находится в центральной части мухафазы, в горной местности западных склонов Загроса, на высоте 1067 метров над уровнем моря.

Салах-эд-Дин расположен на расстоянии приблизительно 23 километров к северо-востоку от Эрбиля, административного центра провинции и на расстоянии 330 километров к северу от Багдада, столицы страны.

## Население
На 2012 год население города составляет 23 929 человек.